# 15736 Hamanasu
15736 Hamanasu eller 1990 XN är en asteroid i huvudbältet som upptäcktes den 8 december 1990 av de båda japanska astronomerna Kazuro Watanabe och Kin Endate vid Kitami-observatoriet. Den är uppkallad efter Vresros.
Asteroiden har en diameter på ungefär 8 kilometer.